# Ясир аль-Хабиб
Яси́р Яхья́ Абдулла́х аль-Хаби́б (араб. ياسر يحيى عبد الله الحبيب‎; род. 20 января 1979, Кувейт) — кувейтский шиитский священнослужитель, известный критикой сподвижников исламского пророка Мухаммеда. Работа аль-Хабиба сосредоточена на истории ислама, опираясь на шиитские и суннитские источники. Основатель телеканала Fadak TV, вешающий на трёх языках: английском, арабском и персидском.
Высказал свои религиозные взгляды в отношении Абу Бакра и Умара и подверг их резкой критике, что вызвало гнев среди суннитов Кувейта и других арабоязычных суннитских общин, что в конечном итоге привело к аресту аль-Хабиба. Был освобождён в феврале 2004, по случаю национального праздника в честь освобождения Кувейта, но через несколько дней был вынесен приказ о его повторном аресте. В конце концов, был вынужден бежать из Кувейта до того, как его заочно приговорили к 10 годам тюремного заключения, и провёл месяцы в Ираке и Иране, прежде чем получить убежище в Великобритании.

## Биография
Родился в 1979 году в городе Кувейте (Кувейт). Ещё во время обучения в Кувейтском университете становится известным из-за своих взглядов на раннюю историю ислама, в результате чего в декабре 2003 года был арестован по обвинению в клевете на сподвижников пророка Мухаммеда — Абу Бакра, Умара, Айши и приговорён к десяти годам заключения. Но уже в феврале 2004 освобождается по случаю национального праздника в честь освобождения Кувейта. После этого Ясир аль-Хабиб переезжает сначала в Ирак, затем в Иран, после чего попросил политическое убежище в Великобритании. Вот как позже опишет своё освобождение сам Ясир аль-Хабиб: 
Прибыв туда, я увидел полицейского держащего лист бумаги с какими-то именами, который спросил меня: «Вы Ясир аль-Хабиб?». «Да» — ответил я. «Вы помилованы эмиром по случаю Дня освобождения, всё, что Вам нужно, это заплатить штраф в 1000 кувейтских динаров».
С декабря 2004 года проживает в Великобритании.

## Религиозные взгляды
Ещё работая в Кувейте Ясир аль-Хабиб считал, что к смерти Фатимы — дочери Мухаммеда, были причастны Абу Бакр, Умар, Айша и некоторые другие. Уже в Великобритании в свет вышли такие произведения, как:
- Кто убил пророка Мухаммеда?
- Почему шииты ненавидят Умар ибн аль-Хаттаба?[4]. Кувейтская газета «Аш-Шааб» опубликовала статью, в которой назвала Ясир аль-Хабиба «предателем и отступником»[5].

### Про ваххабизм
Ясир аль-Хабиб считает, что ваххабизм — «идеология криминала и насилия, основанная три века назад психически нездоровым человеком. Основная теория этого течения, что мусульмане, которые совершают тавассуль к избранникам Аллаха и посещают их могилы — неверные и многобожники. Таким образом, наложение ареста на их имущество, жизнь и женщин, допустимо как и против других неверных, они законны и допустимы».

## Деятельность
В июне 2010 года офис Ясир аль-Хабиб переезжает в новое здание в Лондоне, в котором продолжается работа священнослужителя, на церемонии открытия которого он снова повторяет свою позицию: «Мы никогда не будем доброжелательными к Абу Бакру и Умару, которые отвратили от почитания Фатимы целые народы».
В сентябре 2010 года правительство Кувейта отправило запрос в Интерпол о выдаче Ясир аль-Хабиба, которое было отклонено с формулировкой «религиозная и сектантская деятельность не является причиной для преследования». В ответ на это, 20 сентября Ясир аль-Хабиб лишается гражданства Кувейта.